# Smilisca sila
Smilisca sila — вид жаб родини райкових (Hylidae).

## Поширення
Вид поширений в Коста-Риці, Панамі та Колумбії. Мешкає у тропічних та субтропічних вологих низовинних лісах.

## Опис
Самці виростають до 45 мм завдовжки, а самиці до 62 мм. Забарвлення верхньої частини тіла сіре, каштанове або червонувато-коричневе із зеленими, білими або темними плямами. Шкіра вкрита бородавками. Вентральна поверхня кремово-біла.

## Спосіб життя
Це нічна деревна жаба, яка мешкає в низинних дощових лісах, поруч з неглибокими ставкками і на берегах потоків. Може існувати у вторинних лісах, але, як правило, потребує хорошого рослинного покриву. Пуголовки живуть у чистих ставках і повільних річках.